# Žydrūnas Ilgauskas
Žydrūnas Ilgauskas (* 5. června 1975 Kaunas) je bývalý litevsko-americký basketbalista. Strávil 13 sezón v NBA, 12 z nich v dresu Cleveland Cavaliers (1997–2010), jednu pak v Miami Heat (2010–2011). Protože si to jeho klub nepřál, téměř nereprezentoval, odehrál za litevský národní tým pouhá tři utkání. Dvakrát byl zařazen do all-stars týmu NBA (2003, 2005). V NBA odehrál 843 utkání, zaznamenal 10 976 bodů, čímž dosáhl průměru 13 bodů na zápas. Je druhým nejlepším střelcem v historii clevelandského klubu. I proto v roce 2014 Cleveland Cavaliers vyřadili číslo 11, s nímž hrával, ze sady svých dresů. Této pocty se mu dostalo jako teprve třetímu Evropanovi v NBA, po Draženu Petrovićovi a Vlade Divacovi. V dějinách clevelandského klubu je sedmým hráčem, jehož číslo bylo vyřazeno ze sady dresů. V roce 2007 patřil spolu s LeBronem Jamesem k pilířům týmu, když si Cleveland poprvé ve své historii zahrál finále NBA. S LeBronem vytvořili proslulou dvojici, pojí je i přátelství mimo hřiště. V kariéře mu pomáhala jeho výška 221 cm. Mezi fanoušky i spoluhráči měl přezdívku „Z“ nebo „Big Z“. Po skončení hráčské kariéry v roce 2011 v USA zůstal trénovat. V roce 2013 obdržel americké občanství. Protože litevské zákonodárství zapovídá mít dvojí občanství, automaticky tím přestal být občanem Litvy.